# Maria in der Hoffnung
Das christliche Andachtsbild Maria in der Hoffnung (auch Maria guter Hoffnung, Mariä Erwartung, Maria gravida) stellt die schwangere Muttergottes dar, auf deren Leib oft bildhaft oder symbolisch das ungeborene Jesuskind erscheint.

## Geschichte
Das Motiv der graviden Gottesmutter steht in deutlichem Zusammenhang mit der Heimsuchung Mariens. Beide Bildtypen verbreiteten sich erst im 13. Jahrhundert und besonders nach Einführung des entsprechenden Kirchenfestes (1263 im Franziskanerorden, 1389 allgemein, 1441 im Konzil von Basel hervorgehoben). Wurden Maria und Elisabeth bei den Heimsuchungsszenen nur selten und erst spät ihre ungeborenen Kinder sichtbar auf den Leib appliziert, so ist bei der Maria in der Hoffnung als Einzeldarstellung diese Visualisierung fast die Regel und findet sich schon bei den frühesten Beispielen um 1300. Besonders in Frauenklöstern war das Motiv beliebt. Regionale Verbreitungsschwerpunkte waren Böhmen und Bayern. Verwandte Andachtsbilder kennt man aus Spanien (María de la O), Frankreich (Vierge de l'attente, vierge du Signe), Italien (Madonna del parto). In nachmittelalterlicher Zeit geht die Popularität des Darstellungstyps deutlich zurück, letzte vereinzelte Beispiele stammen aus dem 18. Jahrhundert. 

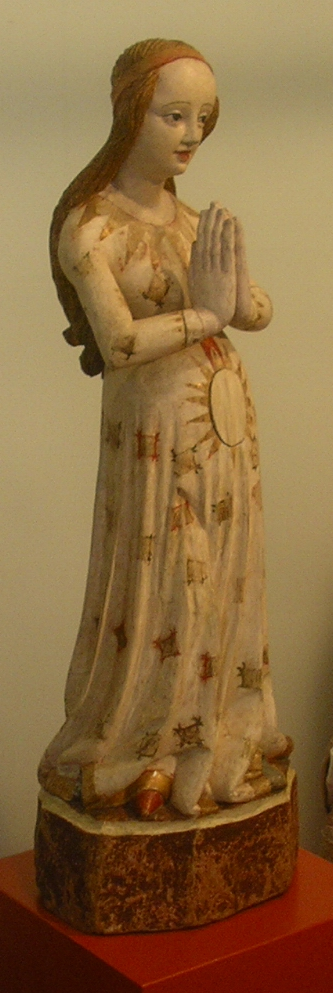
Maria in der Hoffnung, schlesische Holzskulptur um 1420, Frauenkloster Marienstern (Lausitz)
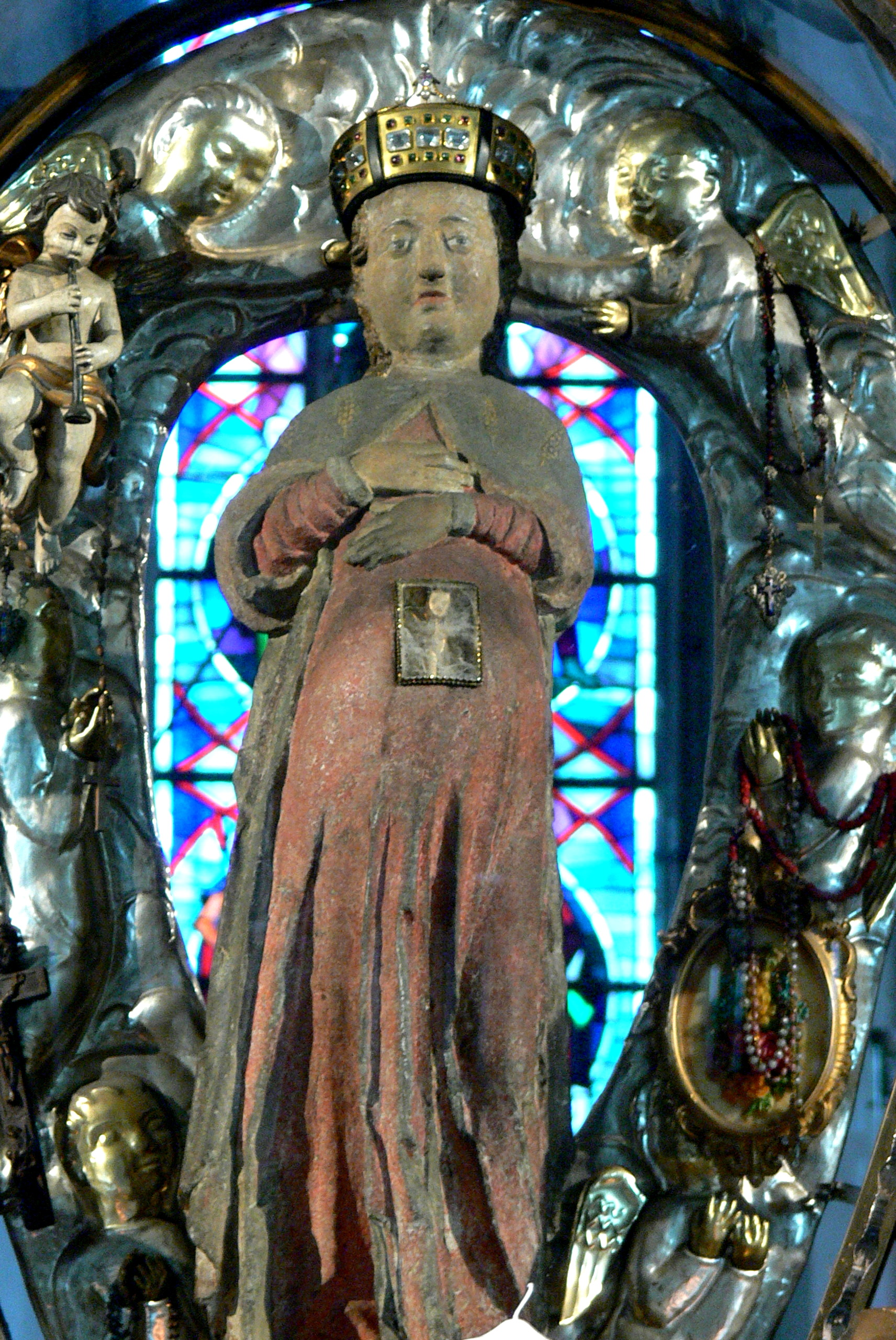
Maria gravida vom Gnadenaltar der Wallfahrtskirche Bogenberg, 14. Jahrhundert
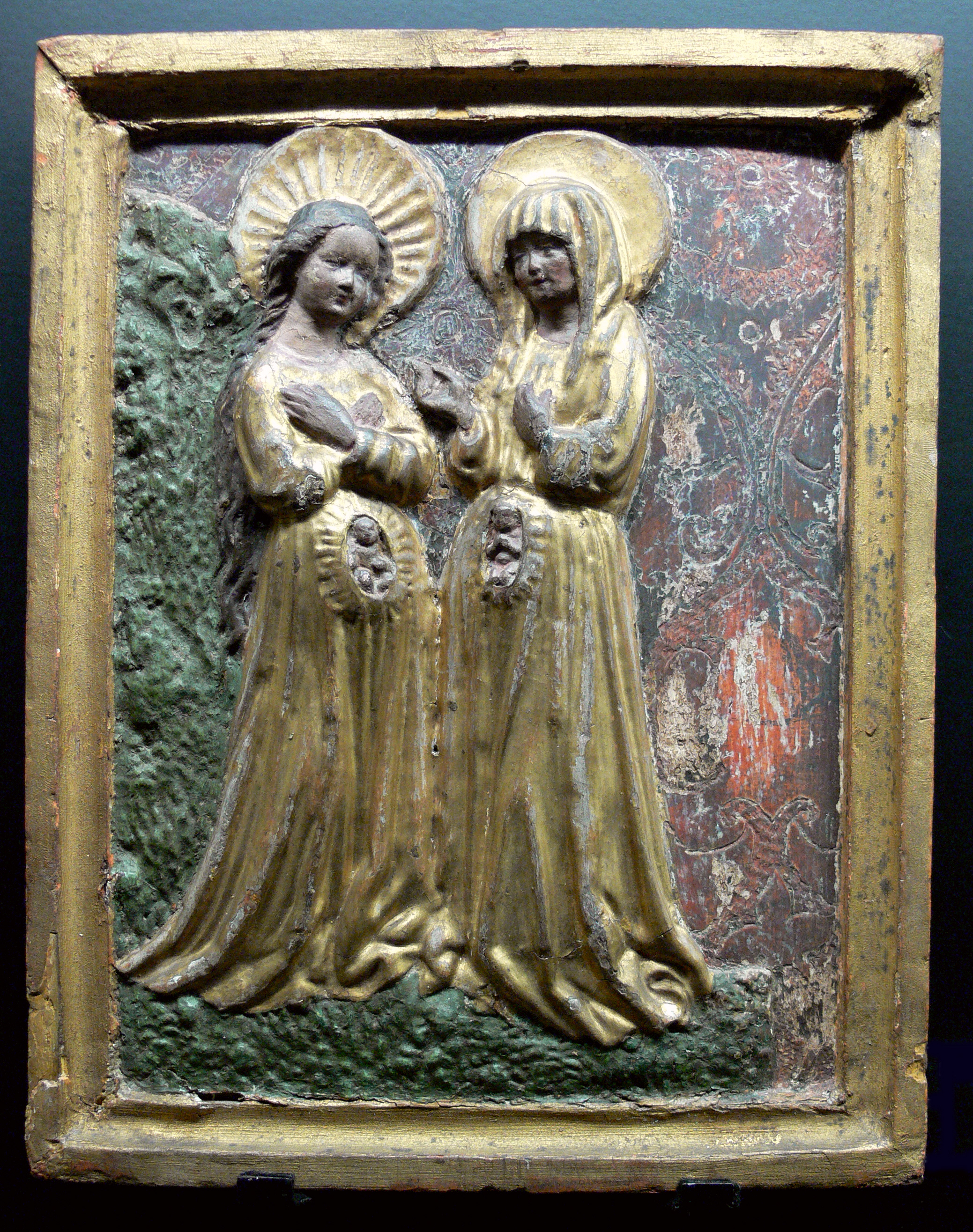
Heimsuchung, Schwaben um 1440, Bayrisches Nationalmuseum München
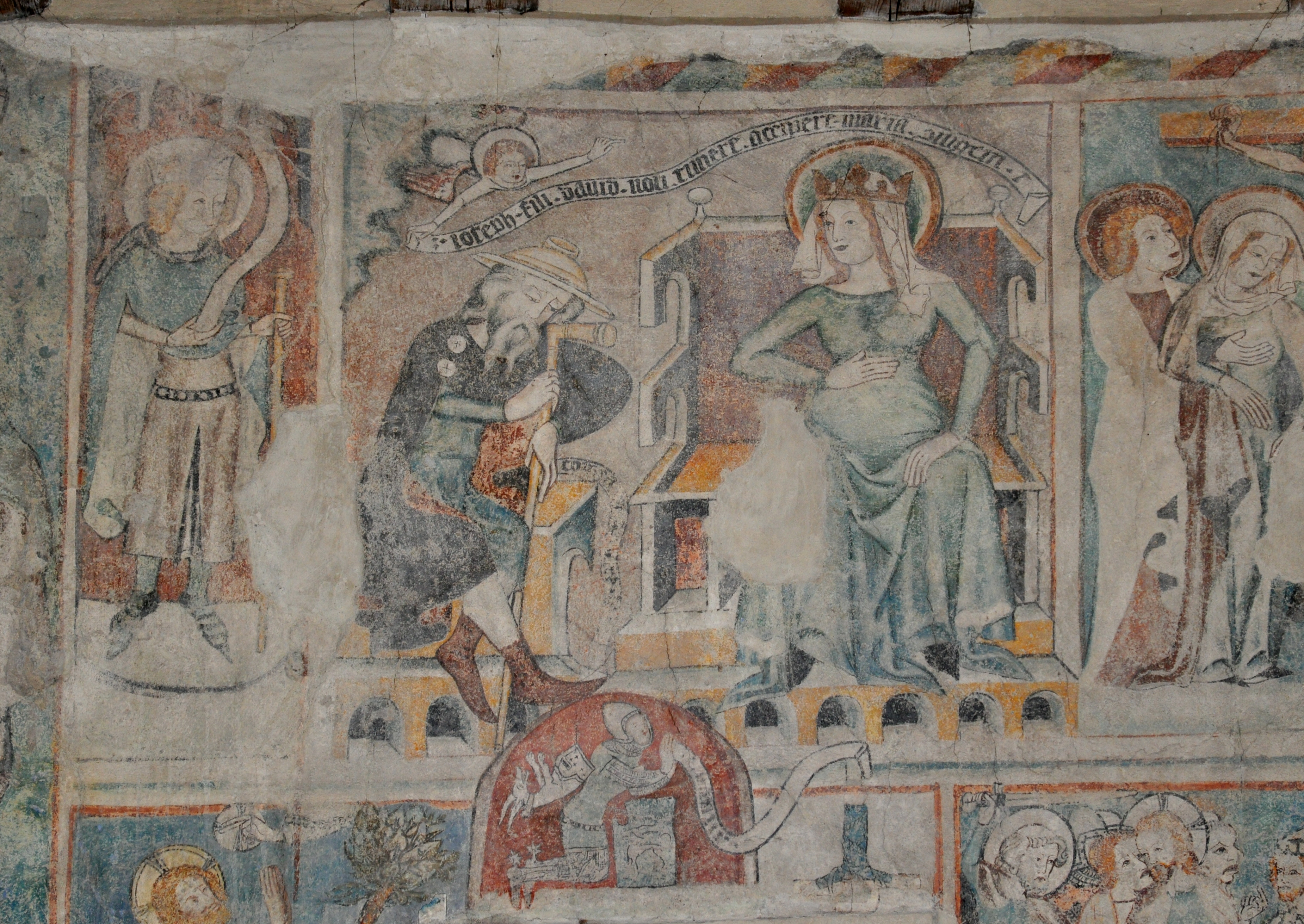
Joseph träumt von der Schwangerschaft Mariens. Fresko in der Martinskapelle Bregenz, um 1360
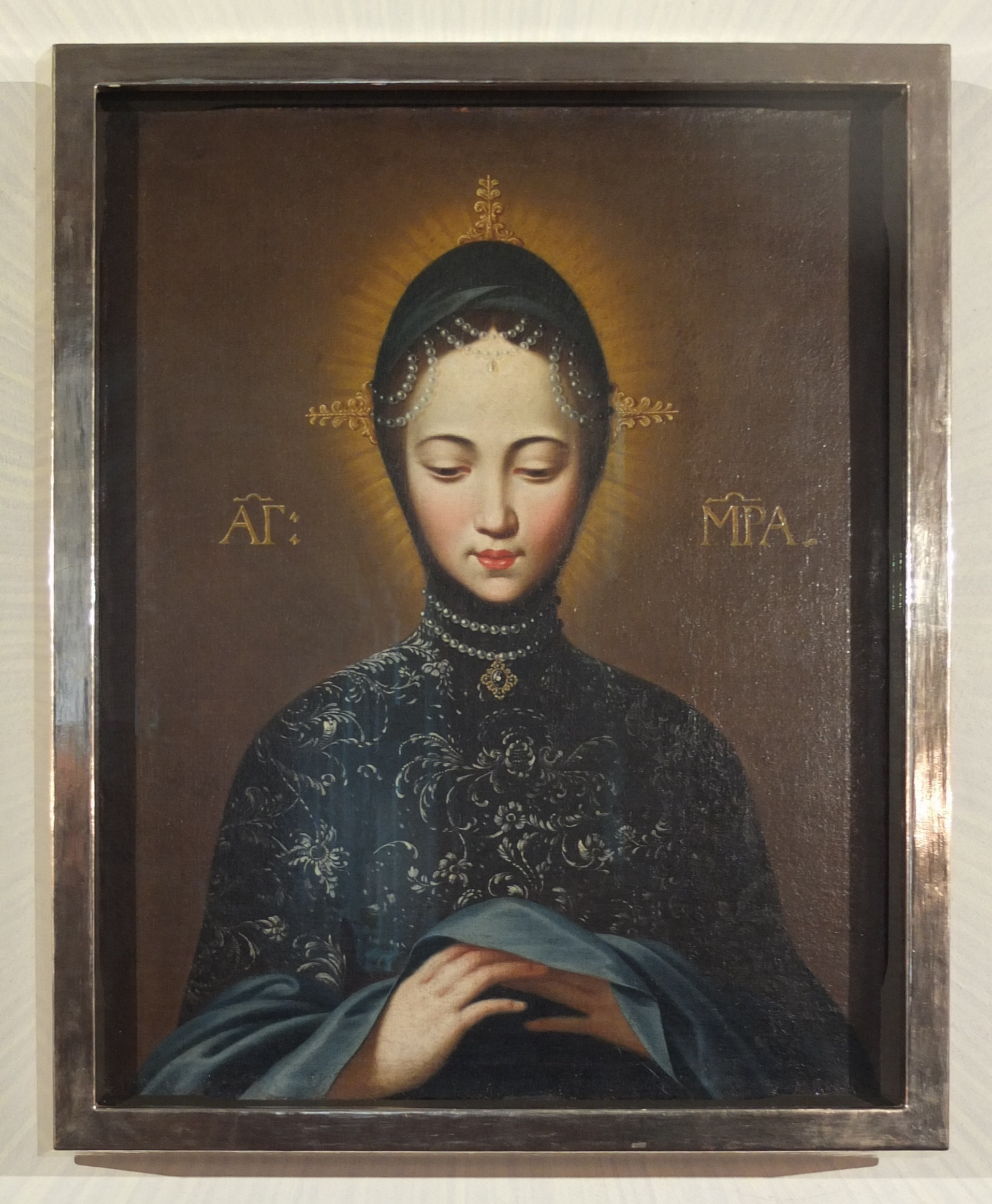
Gnadenbild der schwangeren Muttergottes, um 1700, in der Sankt Matthias Basilika, Trier